# Вільково (Куявсько-Поморське воєводство)
Вільково (пол. Wilkowo) — село в Польщі, у гміні Семпульно-Краєнське Семполенського повіту Куявсько-Поморського воєводства.
Населення — 181 особа (2011).

## Демографія
Демографічна структура станом на 31 березня 2011 року:
|          | Загалом | Допрацездатний вік | Працездатний вік | Постпрацездатний вік |
| -------- | ------- | ------------------ | ---------------- | -------------------- |
| Чоловіки | 89      | 20                 | 57               | 12                   |
| Жінки    | 92      | 24                 | 49               | 19                   |
| Разом    | 181     | 44                 | 106              | 31                   |